# Chaleix
Chalais (trong tiếng Occitan Chalés) là một xã của Pháp, nằm ở tỉnh Dordogne trong vùng Aquitaine của Pháp. Xã này có diện tích 18,81 km2, dân số năm 2007 là 443 người. Xã nằm ở khu vực có độ cao trung bình 275 m trên mực nước biển.

## Hành chính
| Danh sách các xã trưởng                |             |               |                  |         |
| Giai đoạn                              | Giai đoạn   | Tên           | Đảng             | Tư cách |
| tháng 3 năm 2001                       | 2005        | Daniel Besson | -                | -       |
| 2005                                   | đương nhiệm | Gérard Taffu  | không chính thức |         |
| Tất cả các dữ liệu trước đây không rõ. |             |               |                  |         |

## Thông tin nhân khẩu
| Năm    | 1962 | 1968 | 1975 | 1982 | 1990 | 1999 | 2007 |
| ------ | ---- | ---- | ---- | ---- | ---- | ---- | ---- |
| Dân số | 562  | 513  | 456  | 385  | 425  | 435  | 443  |